# 加布里埃莱·萨尔维亚蒂
加布里埃莱·萨尔维亚蒂（義大利語：Gabriele Salviati，1910年3月29日—1987年10月15日），意大利男子田径运动员，主攻短跑。他曾代表意大利参加1932年夏季奥林匹克运动会田径比赛，获得男子4×100米接力铜牌。